# 李·凯普斯
李·凯普斯（英語：Lee Capes，1961年10月3日—），澳大利亚前女子曲棍球运动员。她曾代表澳大利亚国家队参加1988年夏季奥林匹克运动会曲棍球比赛，获得一枚金牌。